# Procesy mrozowe
Procesy mrozowe – ich działanie przejawia się w zamarzaniu wód w glebach, luźnych osadach oraz w szczelinach skał litych. Procesy te obejmują: wietrzenie mrozowe (zamróz), pękanie mrozowe, pęcznienie mrozowe, mrozowe przemieszczenie gruntu (podnoszenie mrozowe) oraz działanie lodu gruntowego. Zajście tych procesów umożliwia wahanie temperatur w okolicy 0 °C, występowanie temperatur ujemnych oraz obecność wody w gruncie.